# 缘毛无心菜
缘毛无心菜（学名：Arenaria ciliolata）为石竹科无心菜属的植物。分布在尼泊尔、锡金以及中国大陆的西藏等地，生长于海拔4,000米至4,600米的地区，多生在高山草甸，目前尚未由人工引种栽培。